# Israel Bravo Cortés
Israel Bravo Cortés (ur. 4 czerwca 1971 w El Espinal) – kolumbijski duchowny katolicki, biskup Tibú od 2022.

## Życiorys
Święcenia kapłańskie otrzymał 1 lutego 1997 i został inkardynowany do diecezji Cúcuta. Pracował głównie jako duszpasterz parafialny, był także m.in. wychowawcą w diecezjalnym seminarium oraz wikariuszem generalnym.
5 listopada 2021 papież Franciszek mianował go ordynariuszem diecezji Tibú. Sakry udzielił mu 5 lutego 2022 nuncjusz apostolski w Kolumbii – arcybiskup Luis Mariano Montemayor.